# Kaio Almeida
Kaio Márcio Ferreira Costa de Almeida, född 19 oktober 1984, är en brasiliansk simmare.
Almeida tävlade i tre grenar (100 meter fjärilsim, 200 meter fjärilsim och 4 x 100 meter medley) för Brasilien vid olympiska sommarspelen 2004 i Aten. Vid olympiska sommarspelen 2008 i Peking tävlade han i tre grenar (100 meter fjärilsim, 200 meter fjärilsim och 4 x 100 meter medley). 
Vid olympiska sommarspelen 2012 i London tävlade Almeida i tre grenar (100 meter fjärilsim, 200 meter fjärilsim och 4 x 100 meter medley). Vid olympiska sommarspelen 2016 i Rio de Janeiro tävlade Almeida på 200 meter fjärilsim, där han blev utslagen i semifinalen.